# Ebszőlő csucsor
Az ebszőlő csucsor, avagy keserű csucsor (Solanum dulcamara) egy burgonyafélék családjába tartozó növény. Európában és Ázsiában őshonos, de máshol is megtelepedett. Észak-Amerikában invazív faj.

## Elnevezése
A csucsor nemzetségbe tartozik, ami 2000 fajt számlál. Piros bogyóival és más részeivel is mérgezést okoz. Szaponint, szolanint és más alkaloidákat tartalmaz. Az orvoslásban felhasznállt hajtások latin elnevezése Solani dulcamarae stipites. Törvény szerint irtandó.
A csucsor szó a botanikában a növénycsaládra már régóta – írásban már az 1700-as évek előtt – használatos műszó és régi szótárakban ezért a burgonya (Solanum tuberosum) is ezen a néven szerepel. A szó elsősorban a növények gumójának vagy termésének dudoros formájára utal, a csúcs főnév -r képzős származékaként.
Az „ebszőlő” régi botanikai szavunk, ami a nyelvjárásokban is szélesen elterjedt. A névadás alapja a növény kapaszkodó szára (nyúlánk levélnyelével csavarodva talál támasztékot) és a fürtvirágzatából kialakuló tojásdad, fényes piros, őszi bogyócsoport.

## Leírása
Az ebszőlő csucsor félfás évelő, ami más növényeken kúszik. Megfelelő támaszték mellett akár 4 m magasra is megnő, de általában 1–2 m magas. Annak ellenére, hogy fás szárú, ritkán éri el a lombkorona magasságát. Földfelszín feletti részei 8-10 méteres távolságra nyúlhatnak. A hajtások ritkán szőrtelenek, de a szőr erőssége változó. A szőrök lehetnek egyszerűek vagy elágazók; nem ritkán vegyesen. Az idősebb hajtások szürkések vagy sárgásszürkék.
A szártagok sok levelet hordoznak. Levelei tojásdad vagy szív alakúak; a felső levelek lándzsásak. Lehetnek egyszerűek vagy három tagúak, 2,5 – 7 cm hosszúak és 1,2 – 6 cm szélesek. Még egy tő levelei is különféle alakúak és méretűek lehetnek. Felső oldaluk szőrtelen vagy az erek mentén gyengén szőrös; a levelek fonáka erősebben szőrös az erek mentén.
A virágok csillag alakúak, öt lila, rózsaszín vagy fehér szirommal, csúcsos sárga porzóval. A virág átmérője 1,5–2 cm. Maguk a szirmok 6–8 mm hosszúak és 2,5–3 mm szélesek. A szirmok alapjukon fehéren vagy zölden pöttyözöttek. Felszínük a peremen gyengén, fonákuk erősebben szőrös. A virágzat lehet oldalsó vagy csúcsállású, de nem a levelekkel szemközt ül. A virágzat többnyire 4–15 cm hosszú. A bog akár 40 virágból is állhat, többszörösen elágazhat. Nem vagy enyhén szőrös. A virágzati tengely cikkcakkos. Bimbós állapotban a sziromlevelek már jóval a virágzás kezdete előtt kilátszanak a csészelevelek közül. A virágkehely széles kúp alakú, 1-1,5 mm hosszú. A csészelevelek háromszögletűek, és kevesebb, mint 1 mm hosszúak. A porzószálak összenőttek, habár alapjuk a szomszédaiktól 0,5 mm-re található. A portokok hossza 4,5 – 6 mm, átmérője 1 mm. A virágport a hegyükön levő pórusokon engedik ki. A termő és a bibe is szőrtelen, a bibe hossza 5 – 9 mm.
A termés piros színű hosszúkás bogyó, és egyes madarak számára ehető, ezek terjesztik a magokat. Hossza 0,6 mm, szélessége 0,6 – 1,5 mm. A perikarpium vékony és fényes. A termés szára 1,3 cm, átmérője 1 – 1,5 mm. A gyümölcs az ember és a baromfik számára mérgező, és a bogyók ismerős kinézete, piros színe arra sarkallhatja a kisgyerekeket, hogy megkóstolják. Minden termés legalább 30 magot tartalmaz, ezek vese alakúak, 3 mm hosszúak és 2 mm szélesek. Felszínük halvány vagy barnássárga, a maghéj sejtjei ötszögletűek. A faj kromoszómaszáma 2n = 24.

## Elterjedése, élőhelye

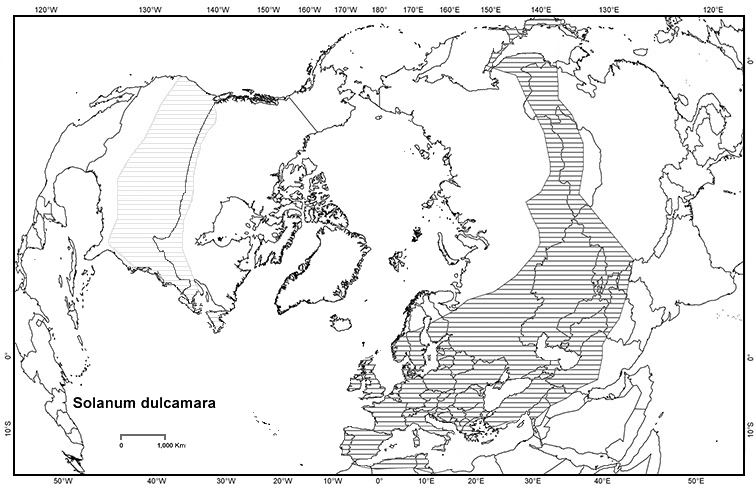
Az S. dulcamara elterjedési területe

Feltehetően Észak-Afrikában, Európában és Ázsiában őshonos, de Amerikában is elterjedt. Eurázsiában megtalálható Spanyolországtól Szibérián át Japán északi részéig. Amerikába feltehetően behurcolták, mert az ottani herbáriumokban csak a 19. században jelent meg. Mindenesetre nem zárható ki teljesen, hogy ott is őshonos. 2000 méteres tengerszint feletti magasságig hatol fel.
A rovarok rezgéses megporzással porozzák be, bár előfordul önmegtermékenyítés is. A növénytársuklásokban gyakran a szulákfélékkel együtt fordul elő. Alacsonyan fekvő bokorfüzesek, mocsaras-bokros területek, égerfaerdők növénye. Nagyon sok termőhelyen megjelenik, fás vidékeken éppúgy, mint bozótosokban, sövények mellett és vizes helyeken. A Nagy tavakat szegélyező államokban invazív faj, először 1843-ban látták itt.
Hazánkban a Tisza-tavon megtalálható. 

## Ökológiája
Egyes rigófélék fontos tápláléka. Talajban nem válogatós, de kedveli a nedves és a nitrogénban dús talajt és a folyóparti erdőségek aljnövényzetét. Más kúszónövényekhez hasonlóan sötét és áthatolhatatlan rejtekhely többféle állat számára. Árnyékkedvelő; olyan helyeken is megtelepszik, ahol csak kora reggel vagy késő délután kap fényt; az erős napfény vagy a hosszú napsütés lassítja növekedését.
A krumplibogár lárvaként és kifejlett állapotban is fogyasztja a növényt. Habár eredeti elterjedési területük nem fed át, egymásra találtak. Connecticutban a krumplibogár fő tápláléka. Kutatások bizonyítják, hogy a növény növekedése során kiválasztott különféle anyagok hatnak a bogár fejlődésére és szaporodására.

## Méreganyagai
A növény szteroidalkaloidákat, szaponinokat tartalmaz.  A levelekben és a virágokban különféle alkaloidok termelődnek. A tomatidenol, szoladulcidin és szolazodin spirosolanalkaloidák fő komponense a glikozidok, de szabad alkaloidák is kimutathatók.  Az alfa-, béta-, és gamma-szolamarinok a tomatidenol glikozidjai,  
míg a szoladulcin A és B a szoladulcidinból származik. Solasonin  A szolazonin  és a szolamargin a szolazodin glikozidjai.
Továbbá a növényből izolálhatók szaponinok mint szoladulkozid A és B, szabad szterinek mint tigogenin és likopin.
A  glüko-alkaloidák aránya az éretlen bogyókban a legmagasabb, utána következnek a levelek, a szár. Az érett bogyókban már alig vagy semennyire sem található. A gyerekek számára 30-40 éretlen bogyó halálos lehet.
A fajnak három, egymástól külsőleg nem megkülönböztethető alfaja van, amelyek alkaloidjaikban különböznek egymástól. A tomatidenoltartalmú az Elbától nyugatra, a szoladulcidin-tartalmú az Elbától keletre, és a szolazodintartalmú Magyarországon, Bulgáriában és Franciaországban él.
Habár a halálos mérgezések ritkák,  néha mégis előfordulnak. Úgy gondolják, hogy a mérgezés a szolanintól van. A kis számú érett bogyót megevett gyerekek agresszív gyógykezelése nem szükséges.

## Felhasználása
Már az ókori görögök használták. A középkorban hatásosnak gondolták boszorkányság ellen, és néha a jószág nyakába akasztották, hogy védjék a szemmel veréstől. A népi gyógyászatban vértisztító teának, hányinger, reuma, krónikus bronchitis és asztma ellen használták.
John Gerard 1597-ben azt írta, hogy leve jó a magas helyekről leesők sérüléseinek és ütődéseinek kezelésére, a sebek gyógyítására és a testben a vérrögök oldására.
Hajtását a német Bundesinstitut für Arzneimittel und Medizinprodukte bizottság külsőleg ajánlja. A kivonatot késztermékekben szabványosítva használják. A szabvány szerint a hatóanyagok:  szteroidalkaloidglükozidok (0,07–0,4%), mint alfa– és béta-szolamarin, továbbá szteroidszaponine (0,18%). Immunszuppresszáns, kortizonszerű, gyulladáscsökkentő és viszketésgátló hatása van. Bőrgyulladás, ekcéma, neurodermitis kezelésére használják. Nem alkalmazható terhesség és szoptatás alatt. Az Európai Gyógyszerügynökség szerint csak felnőtteken, csak külsőleg és legfeljebb két hétig alkalmazható.
A szolanin (az éretlen gyümölcsökben), a szolazodin (virágokban) és a béta-szolamarin (gyökerekben) alkaloidok gátolták az  E. coli és a S. aureus növekedését. A szolanin és a szolazodin antidermatophytikus hatású a Chrysosporium indicum, a Trichophyton mentagrophytes és a T. simil ellen, ezért használható a bőrpirosodást okozó tinea ellen.

## Galéria

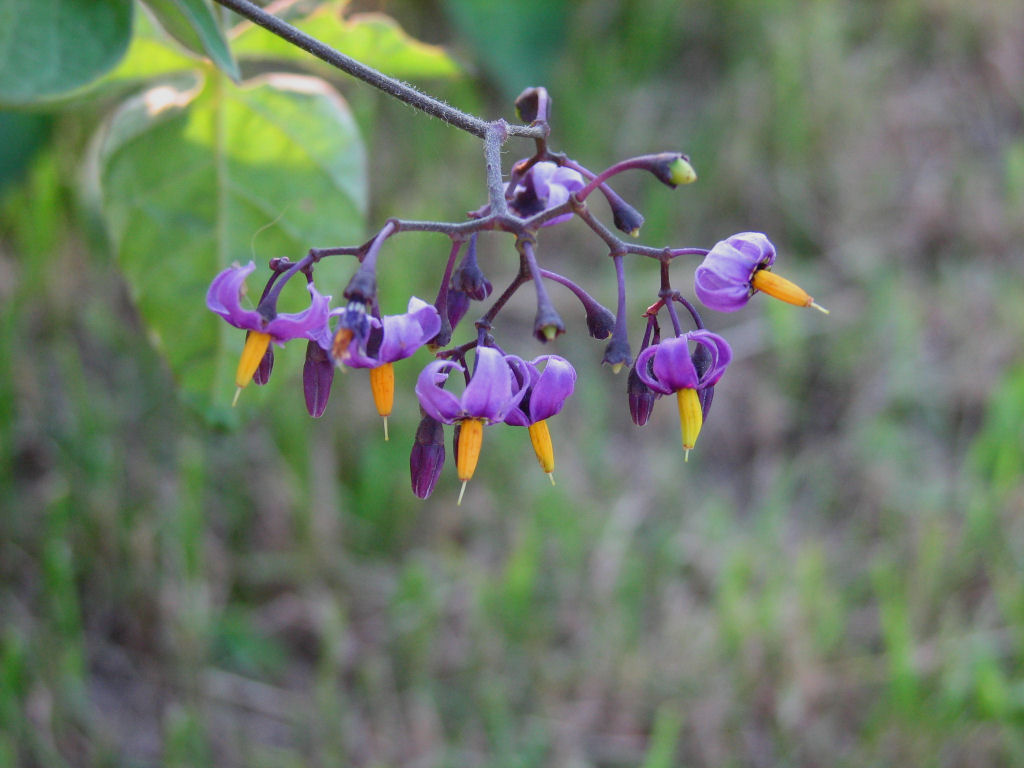
Virágok, [[Ottawa (Kanada)|]], Ontario
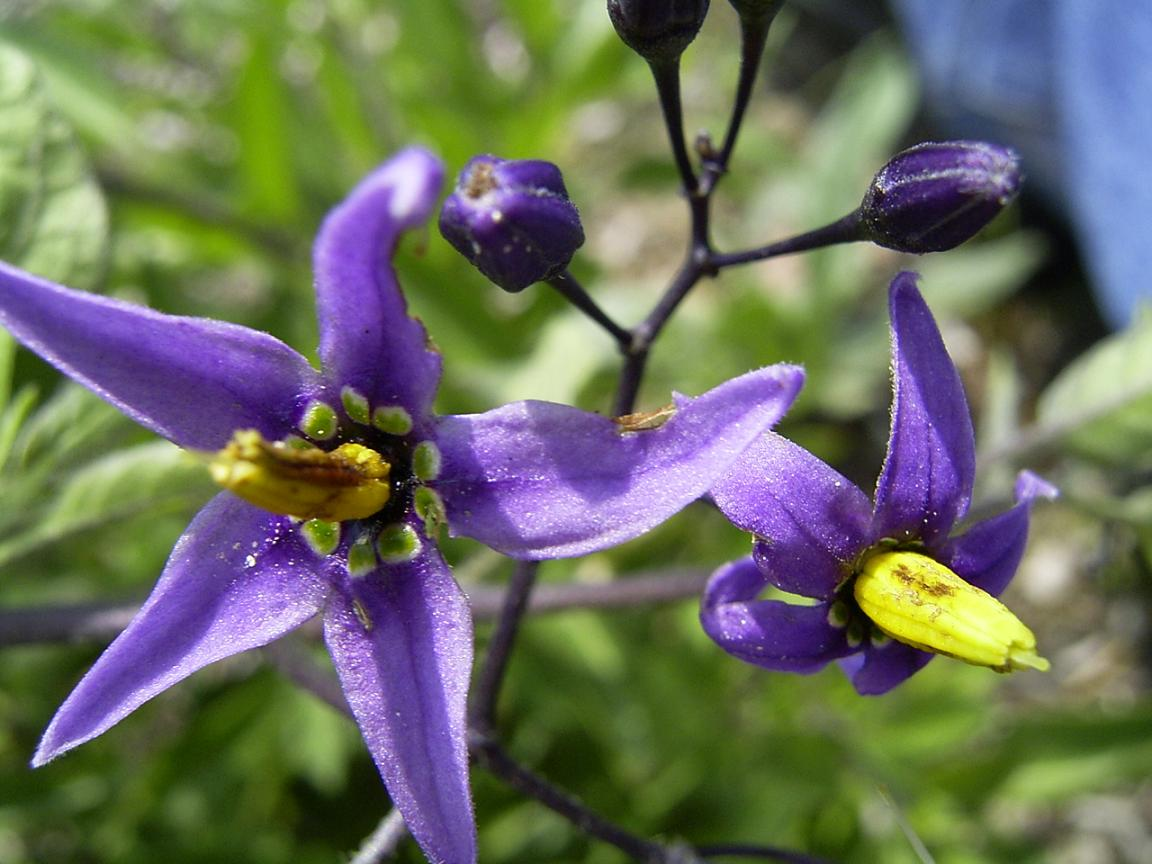
Virágok
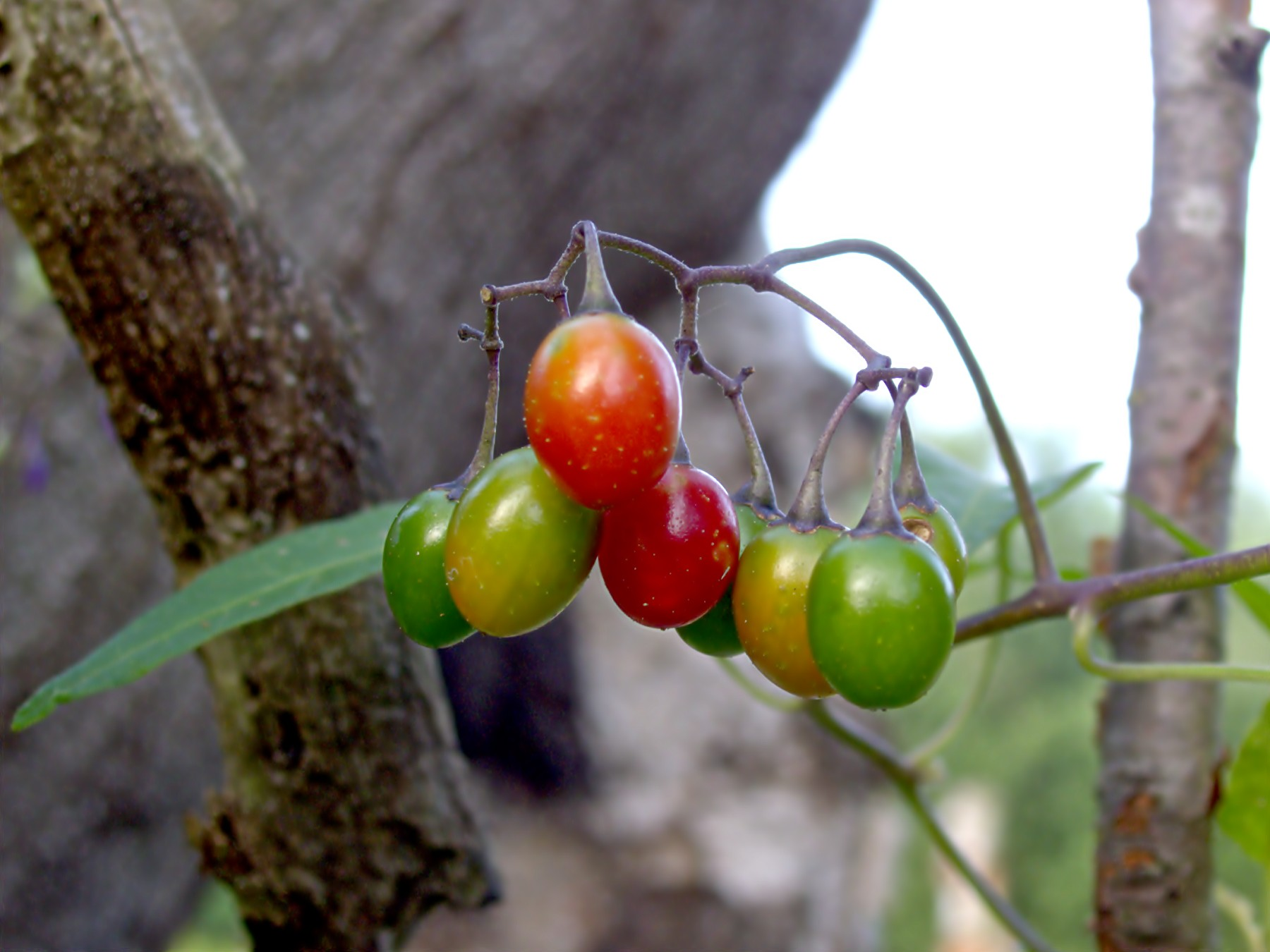
Gyümölcsök
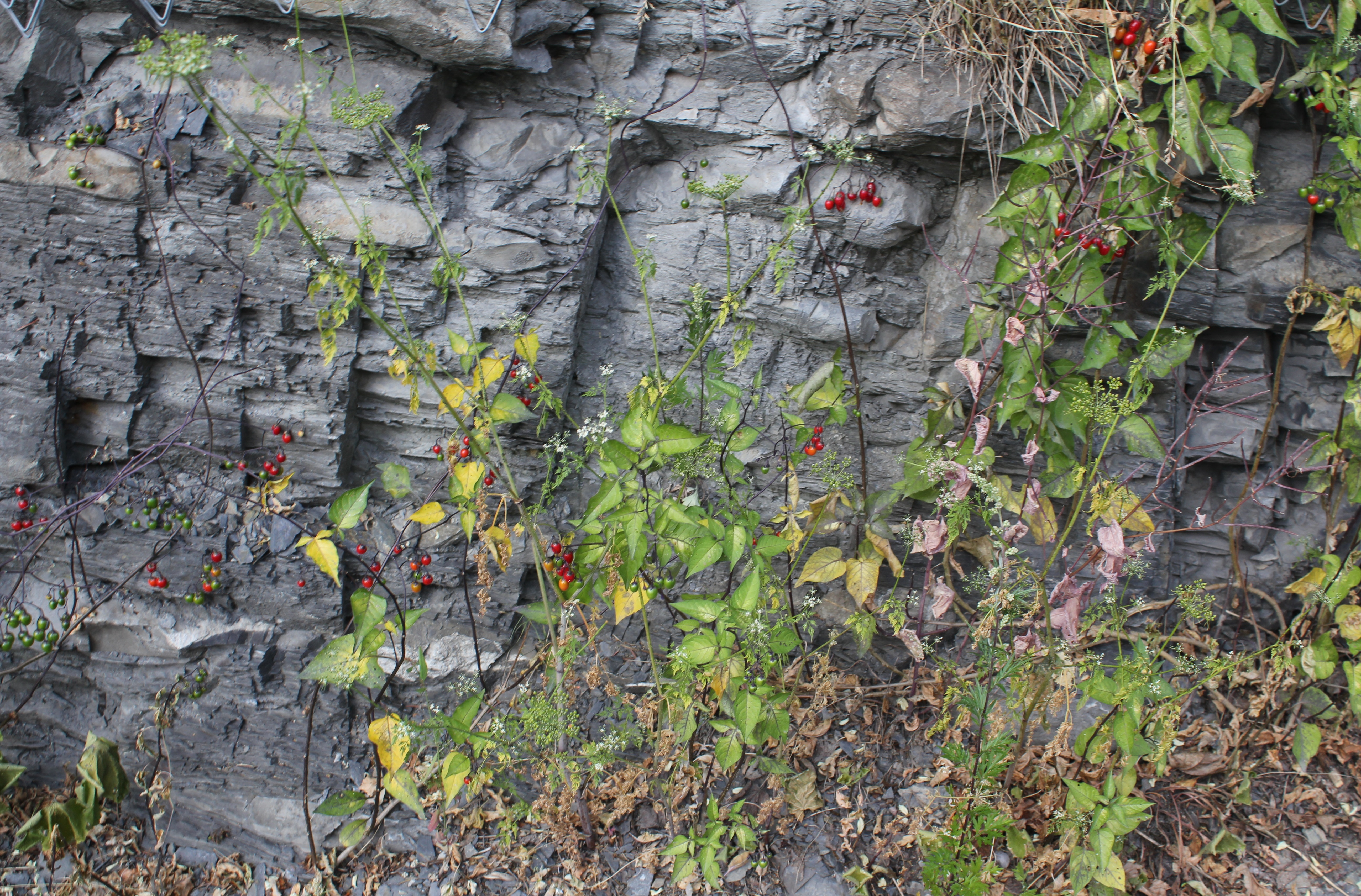
Solanum dulcamara
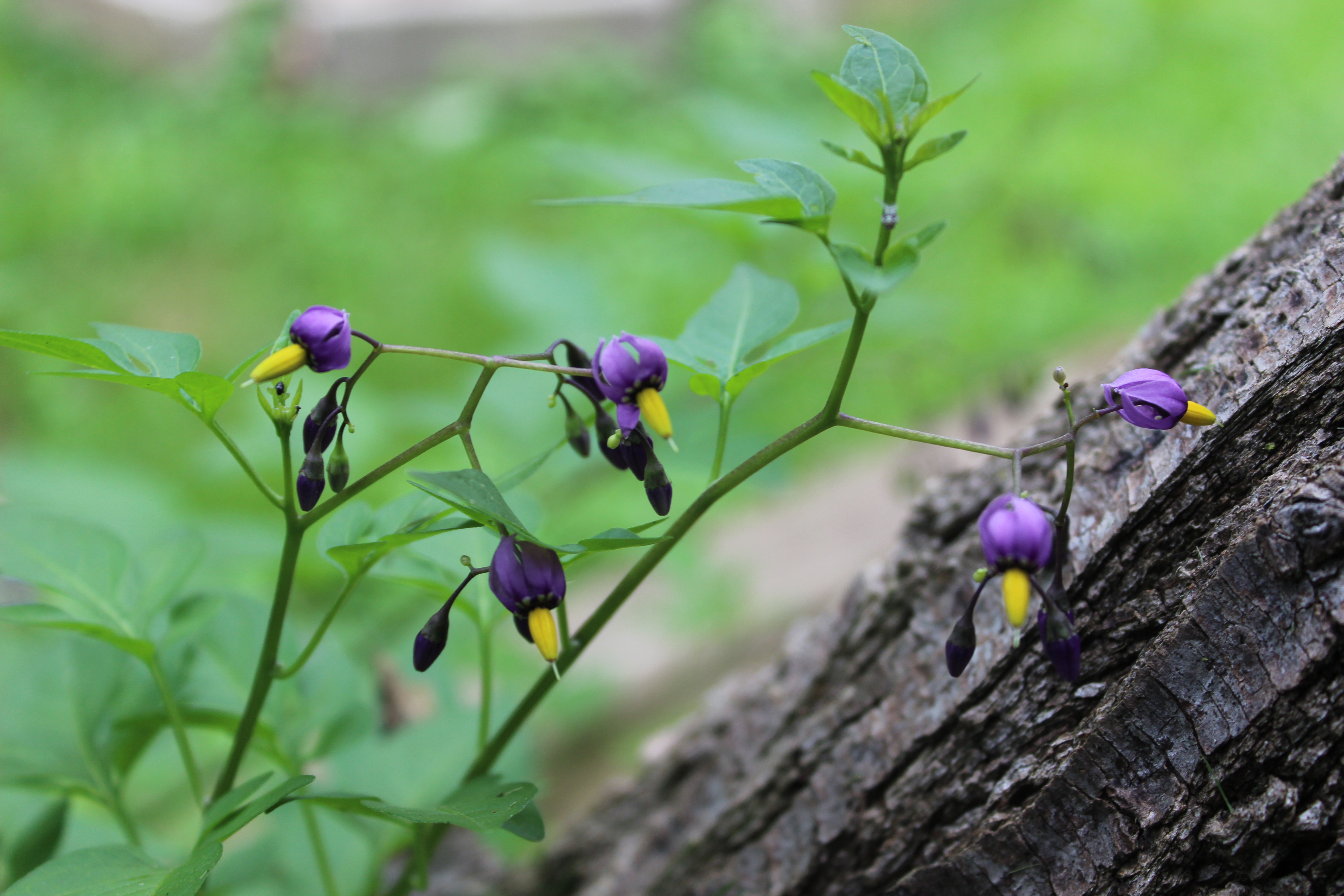
Ebszőlő csucsor Clark megye (Ohio) területén.

## Fordítás
- Ez a szócikk részben vagy egészben  a   Solanum dulcamara című angol Wikipédia-szócikk fordításán alapul.  Az eredeti cikk szerkesztőit annak laptörténete sorolja fel. Ez a jelzés csupán a megfogalmazás eredetét és a szerzői jogokat jelzi, nem szolgál a cikkben szereplő információk forrásmegjelöléseként.
- Ez a szócikk részben vagy egészben  a   Bittersüßer Nachtschatten című német Wikipédia-szócikk fordításán alapul.  Az eredeti cikk szerkesztőit annak laptörténete sorolja fel. Ez a jelzés csupán a megfogalmazás eredetét és a szerzői jogokat jelzi, nem szolgál a cikkben szereplő információk forrásmegjelöléseként.